# لگازپی
لگازپی (به لاتین: Legazpi) یک شهز در فیلیپین است که در آلبای واقع شده‌است. لگازپی ۱۹۶٬۶۳۹ نفر جمعیت دارد و ۴۷ متر بالاتر از سطح دریا واقع شده‌است. 

## نگارخانه

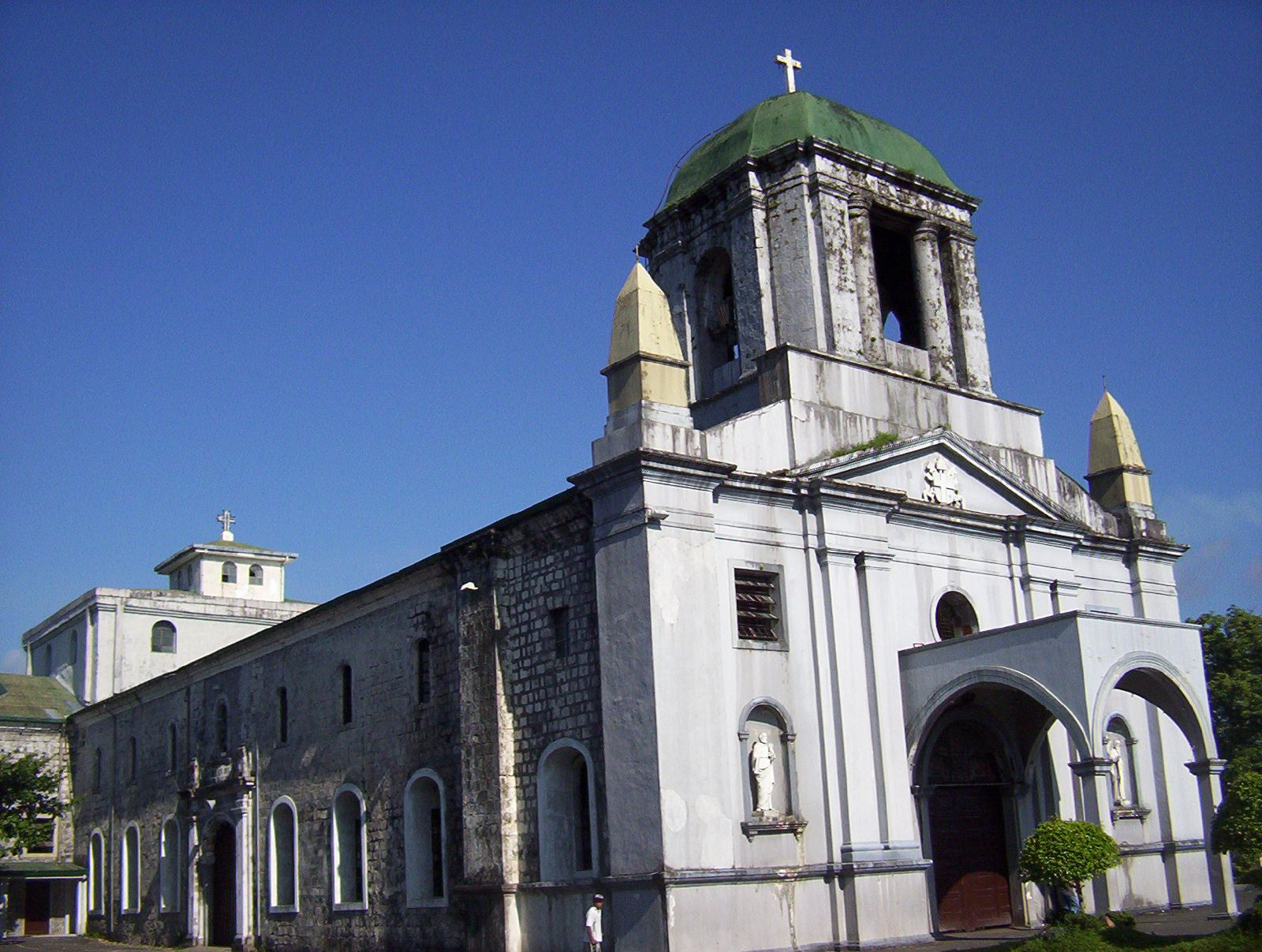
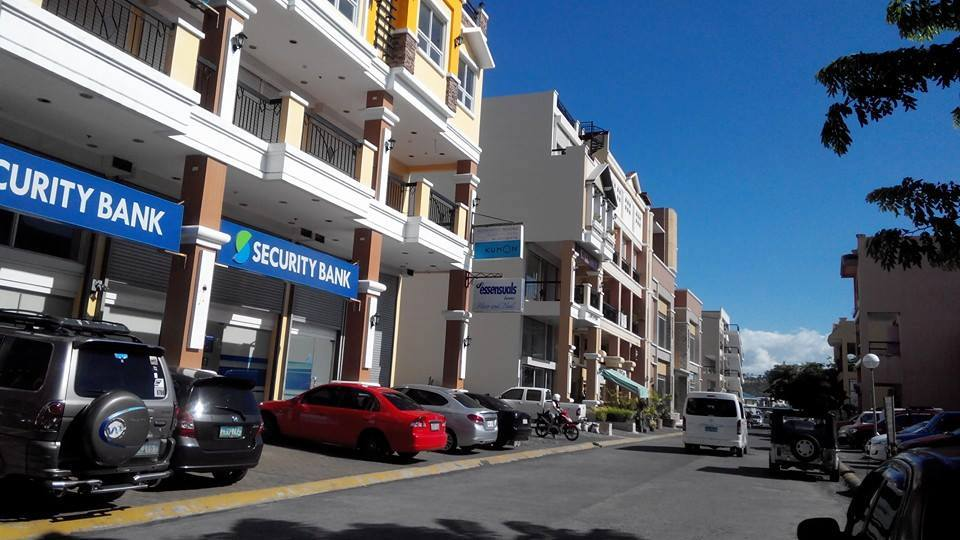
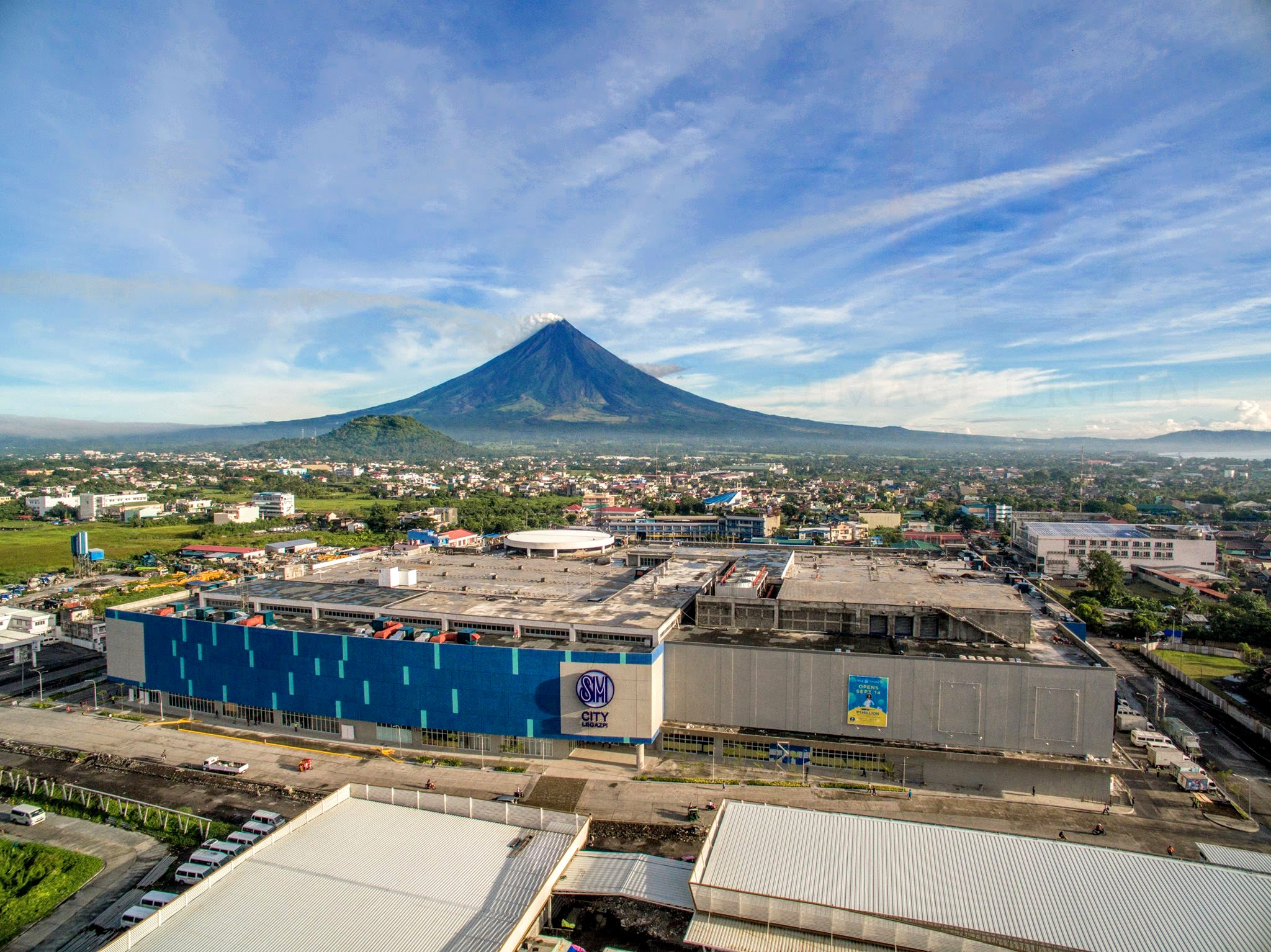
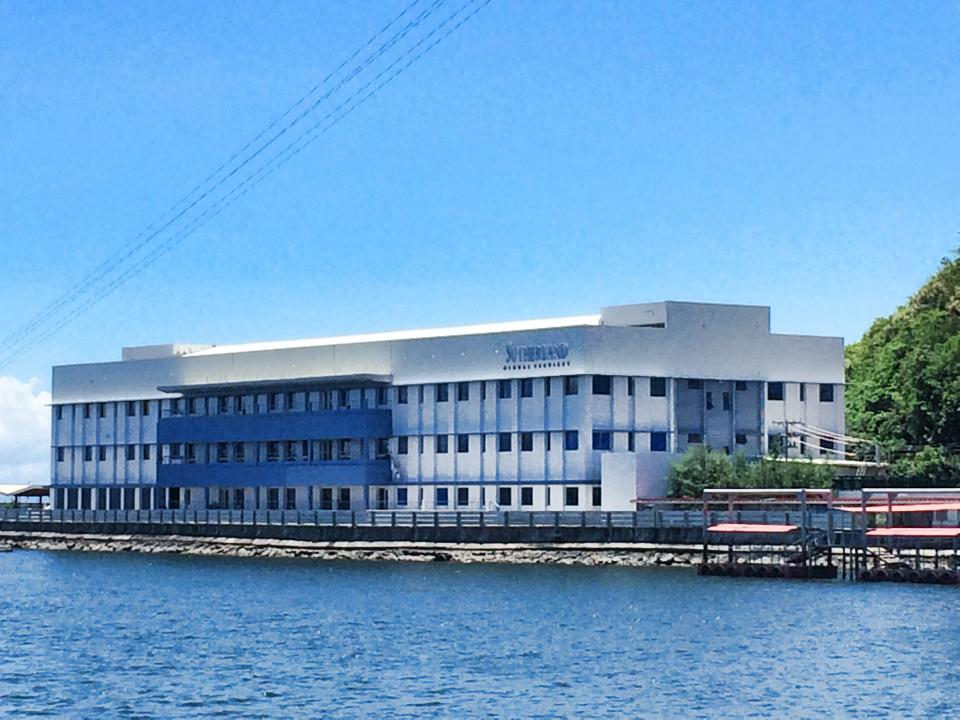
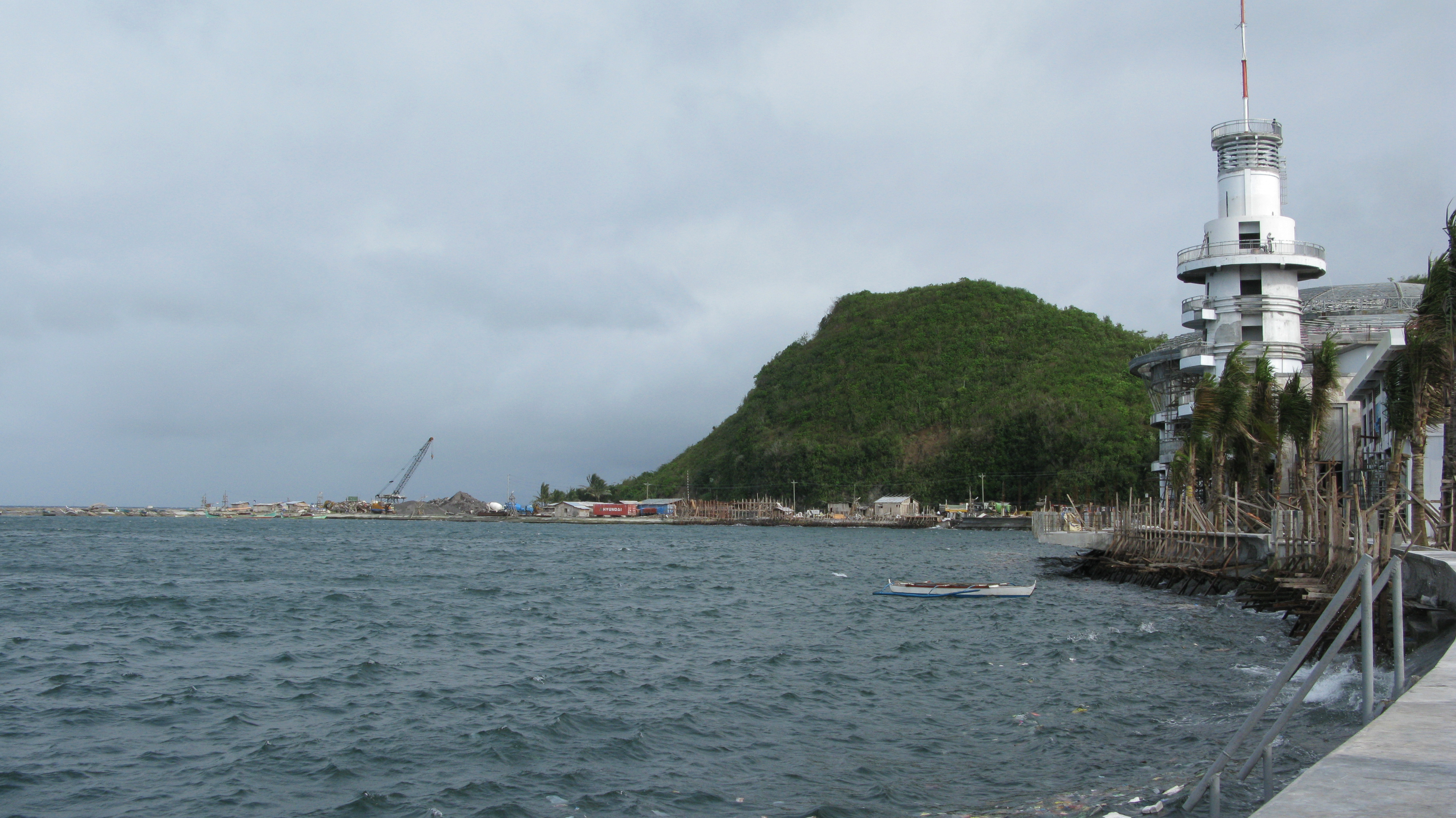
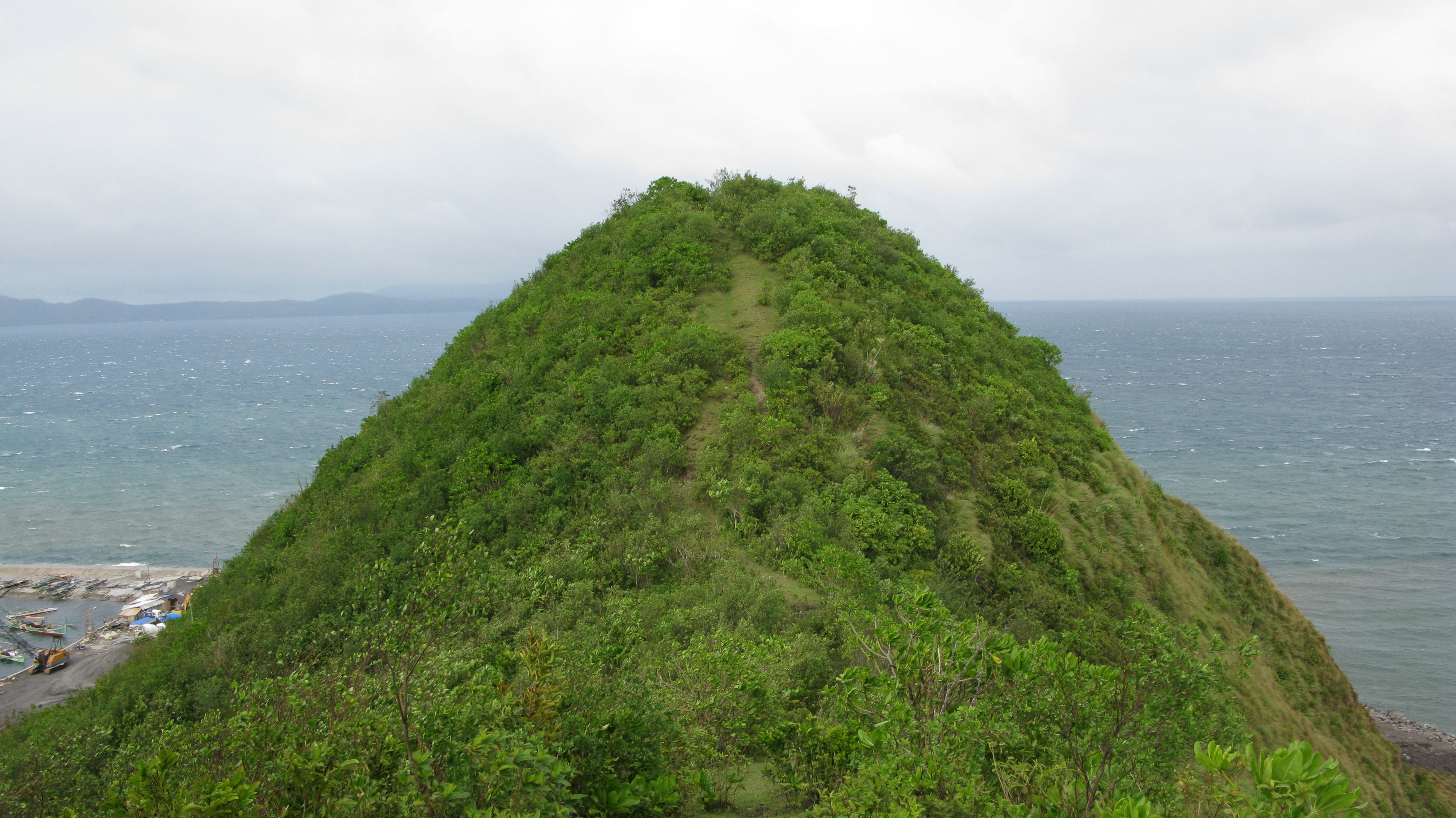